# Tairó
Tairó (japonsky 大老) byla hodnost ve vládě šógunátu Tokugawa. Titul se překládá také jako regent. Titul lze přirovnat k funkci ministerského předsedy.

## Pět regentů

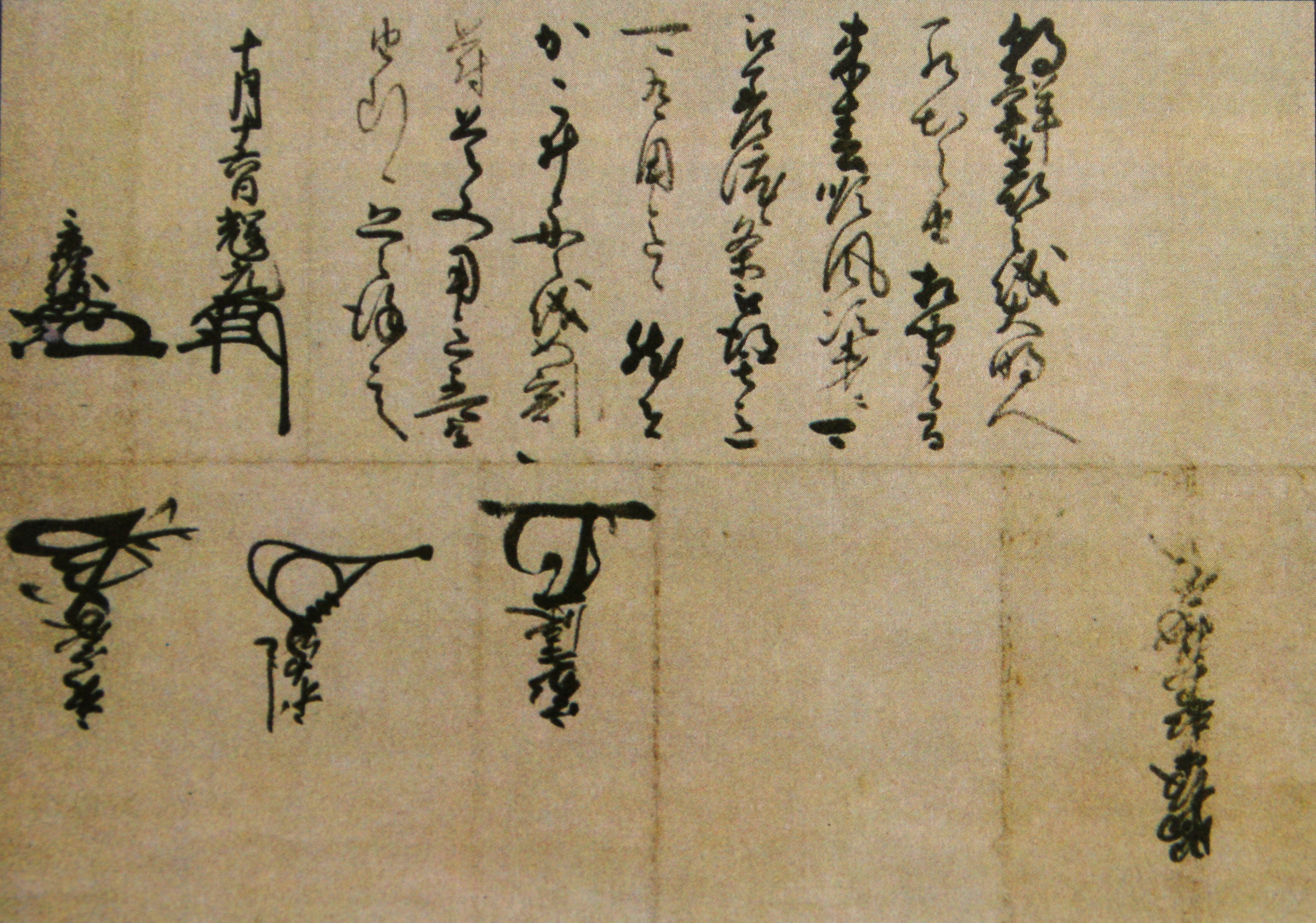
Společný dopis Tojotomiho Rady pěti starších. Podpis na prvním řádku zleva doprava patří Kagekacu Uesugimu a Terumoto Mórimu. Na druhém řádku patří Hideie Ukitovi, Tošiie Maedovi a Iejasu Tokugawovi.

Hidejoši Tojotomi jmenoval pro svého syna Hidejoriho radu pěti regentů (pěti Tairó), kteří měli vládnout až do jeho plnoletosti. Hidejoši vybral pět nejmocnějších daimjó, jimiž byli Hideie Ukita, Tošiie Maeda, Kagekacu Uesugi, Terumoto Móri a Iejasu Tokugawu. Regentem měl být také Takakage Kobajakawa, který však zemřel dříve než samotný Hidejoši.
Hidejoši doufal, že se členové rady svou mocí vzájemně neutralizují, ale téměř okamžitě po Hidejošiho smrti v roce 1598 se regenti rozdělili na dva tábory, „západní“, vedený Micunarim Išidem, a „východní“, vedený Iejasuem Tokugawou. Otevřená válka vypukla až v polovině roku 1600. Ta skončila bitvou u Sekigahary vítězstvím východních daimjó.
Iejasu Tokugawa následně převzal titul šóguna a započal vládu klanu Tokugawa.

## Tairó v tokugawském šógunátu
V období Edo byli nejvyššími ministry pod šógunem obvykle ródžú, ale v některých obdobích byl nad ródžú jmenován tairó. Zpočátku bylo tairó i několik, ale od roku 1680 byla již hodnost udělována pouze jedné osobě. Tato pozice také v některých obdobích zůstávala dlouhou dobu neobsazená.
Tairó neměl žádné každodenní pevně stanovené správní povinnosti v Hjódžóšó, nejvyšším správním a soudním orgánu šógunátu. Místo toho bylo jeho úkolem podílet se na důležitých rozhodnutích a v případě potřeby Hjódžóšó předsedat. Všichni tairó v období Edo byli hlavou jednoho ze čtyř rodů, z nichž všechny patřily ke třídě Fudai daimjó. Čtyři rody (klany), kterým byl úřad Tairó vyhrazen, byly Sakai, Doi, Ii a Hotta. Ačkoli existovali i další Fudai daimyó s příjmem 100 000 koku a více, kteří získali podobný post, byli pak označováni jako tairó-kaku. Nositelem takového titulu byl například Jošijasu Janagisawa.
Na začátku období Edo byl úřad tairó svěřen zkušeným, dlouho sloužícím ródžú, kteří byli buď blízkými příbuznými Iejasu Tokugawy, nebo kteří sloužili již za vlády Hidejoši Tojotomiho. Jednalo se především o čestný titul, i když byli i tací, kteří ji dokázali využít k upevnění svého mocenského postavení (Ii Naosuke).
Dva z Tairó byli zabiti při výkonu funkce. Masatoši Hotta byl zabit svým bratrancem na hradě Edo v roce 1684. Roku 1860, v období Bakumacu, byl Naosuke Ii zabit před branou Sakurada roniny z Mita a Sacumy.

## Seznam jednotlivých Tairó
| Jméno               | Od                 | Do                 | Šógun                           |
| ------------------- | ------------------ | ------------------ | ------------------------------- |
| Tadajo Sakai        | 12. března 1636    | 19. března 1636    | Iemicu Tokugawa                 |
| Tošikacu Doi        | 7. listopadu 1638  | 10. července 1644  | Iemicu Tokugawa                 |
| Tadakacu Sakai      | 7. listopadu 1638  | 26. května 1656    | Iemicu Tokugawa Iecuna Tokugawa |
| Tadakijo Sakai      | 29. března 1666    | 9. prosince 1680   | Iecuna Tokugawa                 |
| Naozumi Ii          | 19. listopadu 1668 | 3. ledna 1676      | Iecuna Tokugawa                 |
| Masatoši Hotta      | 12. listopadu 1681 | 28. srpna 1684     | Cunajoši Tokugawa               |
| Naooki Ii           | 13. června 1696    | 2. března 1700     | Cunajoši Tokugawa               |
| Jošijasu Janagisawa | 11. ledna 1706     | 3. června 1709     | Cunajoši Tokugawa               |
| Naooki Ii           | 13. února 1711     | 23. února 1714     | Ienobu Tokugawa Iecugu Tokugawa |
| Naojuki Ii          | 28. listopadu 1784 | 1. září 1787       | Ieharu Tokugawa Ienari Tokugawa |
| Naoaki Ii           | 28. prosince 1835  | 13. května 1841    | Ienari Tokugawa Iejoši Tokugawa |
| Naosuke Ii          | 23. dubna 1858     | 24. března 1860    | Iesada Tokugawa Iemoči Tokugawa |
| Tadašige Sakai      | 1. února 1865      | 12. listopadu 1865 | Iemoči Tokugawa                 |